# Hippomédon de Sparte
Pour les articles homonymes, voir Hippomédon (homonymie).
Hippomédon de Sparte est un homme politique spartiate ayant vécu au IIIe siècle av. J.-C. Il est le cousin du roi de Sparte Agis IV. Il contribue beaucoup à conférer à son père, Agésilaos (en), une position importante à la cour d'Agis IV. Mais, après qu'Agésilaos a essuyé des échecs, il est exilé par Agis, et Hippomédon avec lui. Hippomédon est ensuite nommé gouverneur dans des cités de Thrace qui obéissent alors à Ptolémée III.